# Childrena binghami
Childrena binghami är en fjärilsart som beskrevs av Charles Oberthür 1912. Childrena binghami ingår i släktet Childrena och familjen praktfjärilar. Inga underarter finns listade i Catalogue of Life.